# Heidestraße 33 (Magdeburg)

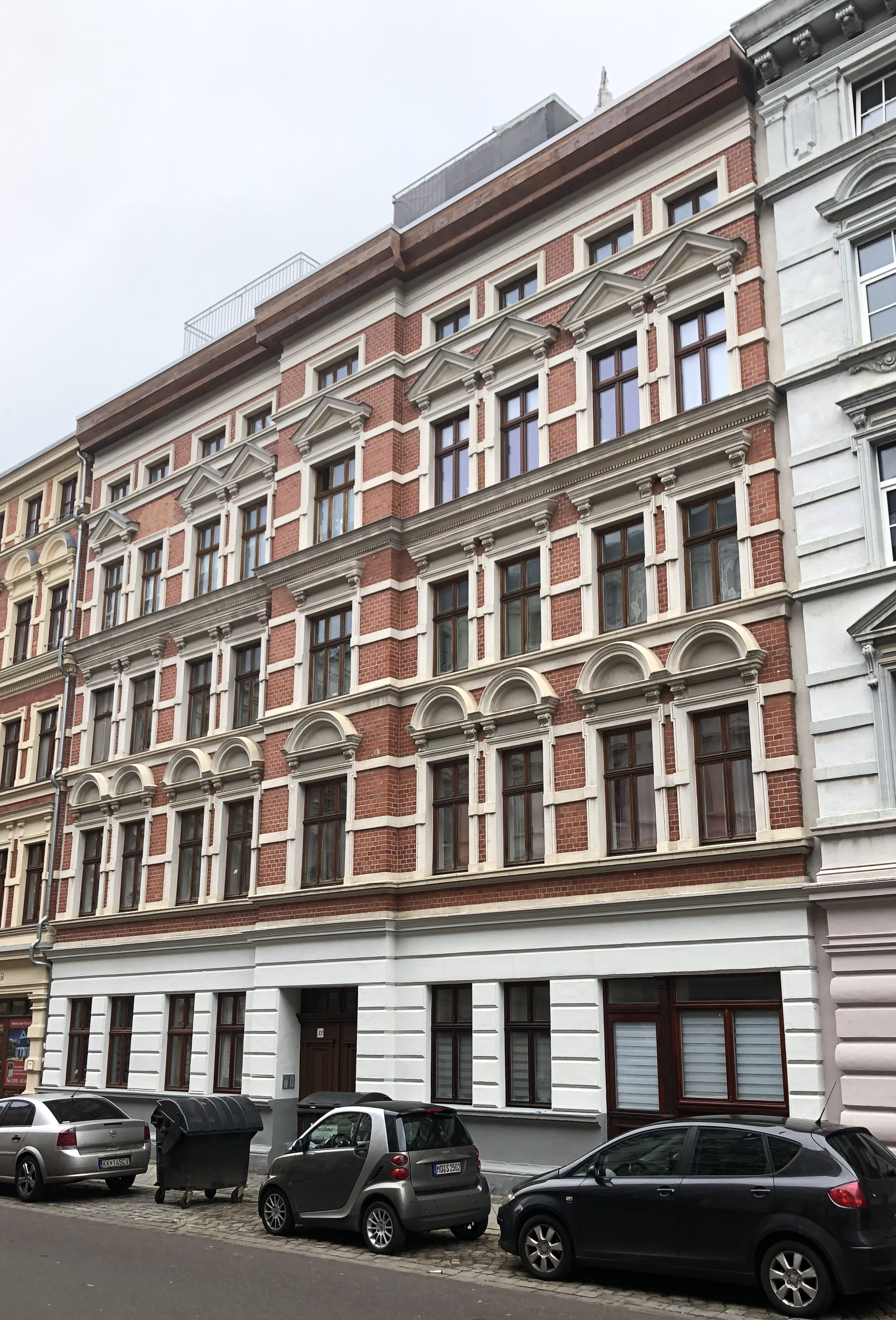
Heidestraße 33 im Jahr 2022

Das Haus Heidestraße 33 ist ein denkmalgeschütztes Wohnhaus in Magdeburg in Sachsen-Anhalt.

## Lage
Es befindet sich auf der Nordostseite der Heidestraße im Magdeburger Stadtteil Sudenburg. Südöstlich grenzt das gleichfalls denkmalgeschützte Haus Heidestraße 32, nordwestlich die Heidestraße 34 an.

## Architektur und Geschichte
Der viereinhalbgeschossige Bau entstand Ende der 1880er Jahre in massiver Bauweise durch den Bauunternehmer Christian Huschenbeck, der auch Eigentümer des Hauses war. Die neunachsige, repräsentativ gestaltete Fassade wurde im Stil der Neorenaissance errichtet. Vor der mittleren Achse befindet sich ein flacher, die Symmetrie des Hauses betonender Mittelrisalit. Die Gurtgesimse des Gebäudes sind stark profiliert. Die Fensteröffnungen des ersten Obergeschosses werden von Fensterverdachungen in Form von Segmentbögen überspannt. Über den Fenstern des dritten Obergeschosses finden sich Dreiecksgiebel.
Zum Objekt gehören zwei Seiten- und ein Hinterhaus, die sich um einen engen Hof gruppieren.
Der Bau gilt als Teil einer vollständig erhaltenen gründerzeitlichen Straßenzeile und als prägend für das Straßenbild und städtebaulich bedeutend.
Im örtlichen Denkmalverzeichnis ist das Wohnhaus unter der Erfassungsnummer 094 82035 als Baudenkmal verzeichnet.